# ساتن هو
ساتون هو(به انگلیسی:Sutton Hoo) محل دو قبرستان انگلوساکسون است که قدمت آنها به قرن ششم تا هفتم در نزدیکی وودبریج، سافولک، انگلستان است. باستان شناسان از سال ۱۹۳۸ در حال حفاری در این منطقه بوده‌اند، زمانی که یک کشتی دفن شده حاوی انبوهی از آثار باستانی آنگلوساکسون کشف شد. این سایت در ایجاد تاریخ پادشاهی آنگلوساکسون شرق آنگلیا و همچنین روشنگری آنگلوساکسون‌ها در دوره ای که فاقد اسناد تاریخی است، مهم است.